# 守大石
守 大石（もり の おおいわ）は、飛鳥時代の人物。姓（カバネ）は君。冠位は小錦。

## 経歴
守氏は景行天皇皇子の大碓命の後裔を称する美濃国の豪族。
斉明天皇4年（658年）に発生した有間皇子の変に塩屋鯯魚・境部薬らと共に連座して上野国への流罪となる。
ほどなく赦されたと見え、斉明天皇7年（661年）には百済救援のために水軍の将として派遣されている（この時の冠位は大山下）。
天智天皇4年12月（665年）遣唐使として唐に渡る（このとき冠位は小錦と見えるが、上中下のいずれかは不明）。この時の遣唐使は、旧唐書本紀などの海外の史料によると、麟徳3年1月（666年）に行われた高宗の封禅の儀への参列を求めたものとも言われており、催促の時期としては遅すぎる観も見られるが、大石の冠位が先に唐から派遣されている使節、劉徳高の送使としてはかなり高いものであったこと、劉徳高が泰山に近い沂州の官人であることを考え合わせると、信憑性の高いものである。なお、天智天皇6年11月（667年）の倭国への帰国の代表は、このときに隨行した坂合部磐積とされており、大石はそのまま唐に留まったか、あるいはなくなったものと見られる。